# الکساندر یورکویچ
الکساندر یورکویچ (روسی: Александр Михайлович Юркевич؛ ۲۲ مه ۱۹۴۲ – ۲۵ ژوئن ۲۰۱۱) کشتی‌گیر فرنگی اهل روسیه بود.
وی در مسابقات کشوری و بین‌المللی در مجموع برندهٔ ۲ مدال طلا شده‌است.